# ウル・チパヤ語族
ウル・チパヤ語族 (ウル・チパヤごぞく、Uru–Chipaya)はボリビア土着の語族である。
話者は元々、チチカカ湖、ポオポ湖、デサグァデロ川の沿岸で漁師をしていた。
チパヤ語は1000人以上の話者がいて、先住民のコミュニティで活発に使われているが、他のウル族の言語や方言はすべて絶滅している。
Loukotka (1968)は、かつてチリの海岸部、ワスコからアントファガスタ県のコビハまでの地域で話されていたチャンゴ語も挙げている。その後、人々はアラウカノ化している。

## 提案された外部との関係
Stark (1972)は、マヤ語とウル・チパヤ語、ユンガ語（モチーカ語）を結ぶマヤ・ユンガ・チパヤ大語族を提案した。

## 言語接触
Jolkesky (2016)は、クンザ語、プキーナ語、パノ語派、ハケ語族、ケチュア語族、マプドゥングン語族、モセテン・チマネ諸語の各言語群と、接触による語彙の類似性があると指摘している。

## 語彙
Loukotka (1968)は、ウロ語（ウル語）とチパヤ語の基本的な語彙項目を以下のように挙げている。